# Březnice, Tábor
Březnice là một làng thuộc huyện Tábor, vùng Jihočeský, Cộng hòa Séc.